# Kościół św. Antoniego w Pile
Kościół pw. Świętego Antoniego w Pile – rzymskokatolicki kościół parafialny, należący do parafii pw. św. Antoniego w Pile, dekanatu Piła, diecezji koszalińsko-kołobrzeskiej, metropolii szczecińsko-kamieńskiej. zlokalizowany w Pile (Przedmieście Bydgoskie), w powiecie pilskim, w województwie wielkopolskim.

## Historia i architektura

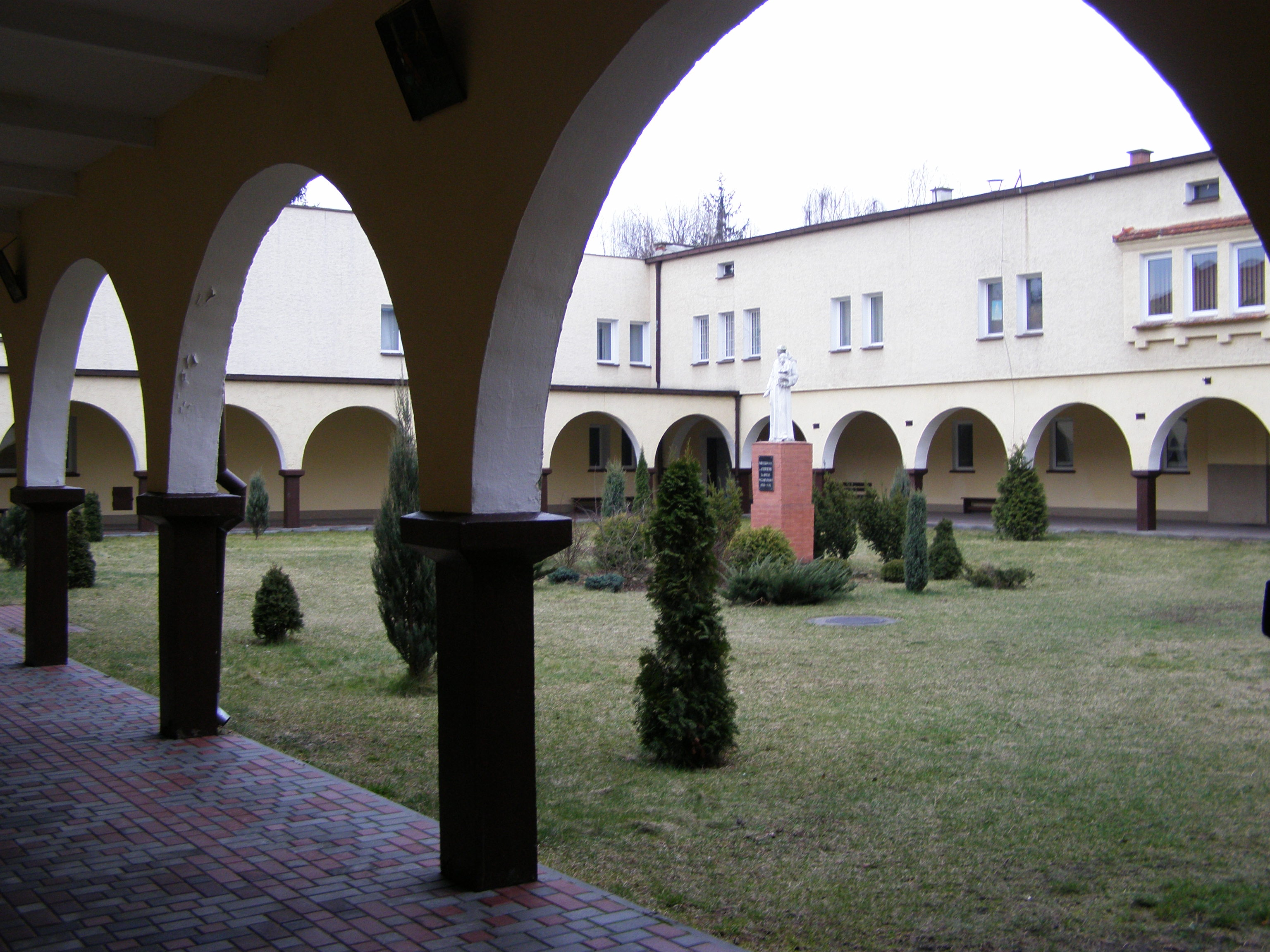
Wirydarz

Budowa świątyni rozpoczęła się w dniu 21 listopada 1928 roku, a zakończyła się w dniu 15 marca 1930 roku. Decyzja o budowie podyktowana była wzrostem liczby ludności katolickiej w mieście. Konkurs architektoniczny nadzorował ksiądz Kurt Heinrich nazywany Kuracjuszem. Program zakładał budowę kościoła i kompleksu budynków towarzyszących, jednak środków finansowych wystarczyło jedynie na samą świątynię (realizację całości dokończyli kapucyni przybyli po 1945 z Kresów Wschodnich).
Projektantem budowli był niemiecki architekt Hans Herkommer ze Stuttgartu. Kościół posiada kontemplacyjne, katakumbowe wnętrze oraz uproszczoną nowatorską formę architektoniczną. Swoim wyglądem zewnętrznym nawiązuje do stylu awangardowego w budownictwie sakralnym, wzorowanym częściowo na wczesnym stylu romańskim, reprezentowanym głównie przez niemieckich architektów. Świątynia przetrwała walki o miasto w 1945 roku. W dniu 11 maja 1951 roku utworzono przy nim parafię.

## Wyposażenie
We wnętrzu znajdują się:
- ołtarz główny wyposażony w tabernakulum z figurą Mojżesza wydobywającego wodę ze skały,
- drewniana figura Ukrzyżowanego Chrystusa wykonana przez Bertholda Müller-Oerlinghausena z Berlina – krzyż wykonano z platformy na której odgrywano przedstawienia pasyjne w bawarskim Oberammergau, i która była wymieniana co kilkanaście lat; miasto znane było z tego od 1634 i działało tam wielu doświadczonych snycerzy; do wymiany platformy doszło m.in. w 1929; artysta po wycięciu krzyża z platformy obił go 20 tysiącami mosiężnych gwoździków (krucyfiks waży dwie tony, pionowa belka ma długość 8,30 metra, a pozioma 6 metrów, ręce Chrystusa są rozpięte na długość 5,70 metra, a wysokość sylwetki to 7 metrów); czas pracy artysty wyniósł pięć miesięcy, a stworzone dzieło było podówczas największym krucyfiksem w Europie,
- malowidła ścienne przedstawiające Drogę Krzyżową, których autorem był artysta z Willi Osler z Mannheim[4]; autor wpłynął na architekta, by ten na południowej ścianie odszedł od wstawiania otworów okiennych, aby droga krzyżowa mogła zyskać odpowiednią ekspresję; dzieło, pozbawione linearności, nie zyskało przychylności wiernych i było przez nich krytykowane jako mało tradycyjne; również powojenni parafianie nie zaakceptowali tej formy, nie odprawiali przy stacjach nabożeństw i powiesili tradycyjne kaplice Drogi Krzyżowej; planowano nawet zamalowanie dzieła Oslera, do czego ostatecznie nie doszło,
- freski autorstwa Theo Landmanna przedstawiające sceny z życia św. Antoniego[5],
- figura św. Józefa z Dzieciątkiem w ołtarzu kaplicy bocznej,
- krucyfiks drewniany, obity blachą mosiężną autorstwa J. Müllera-Wiegmanna[2].

## Galeria wnętrz

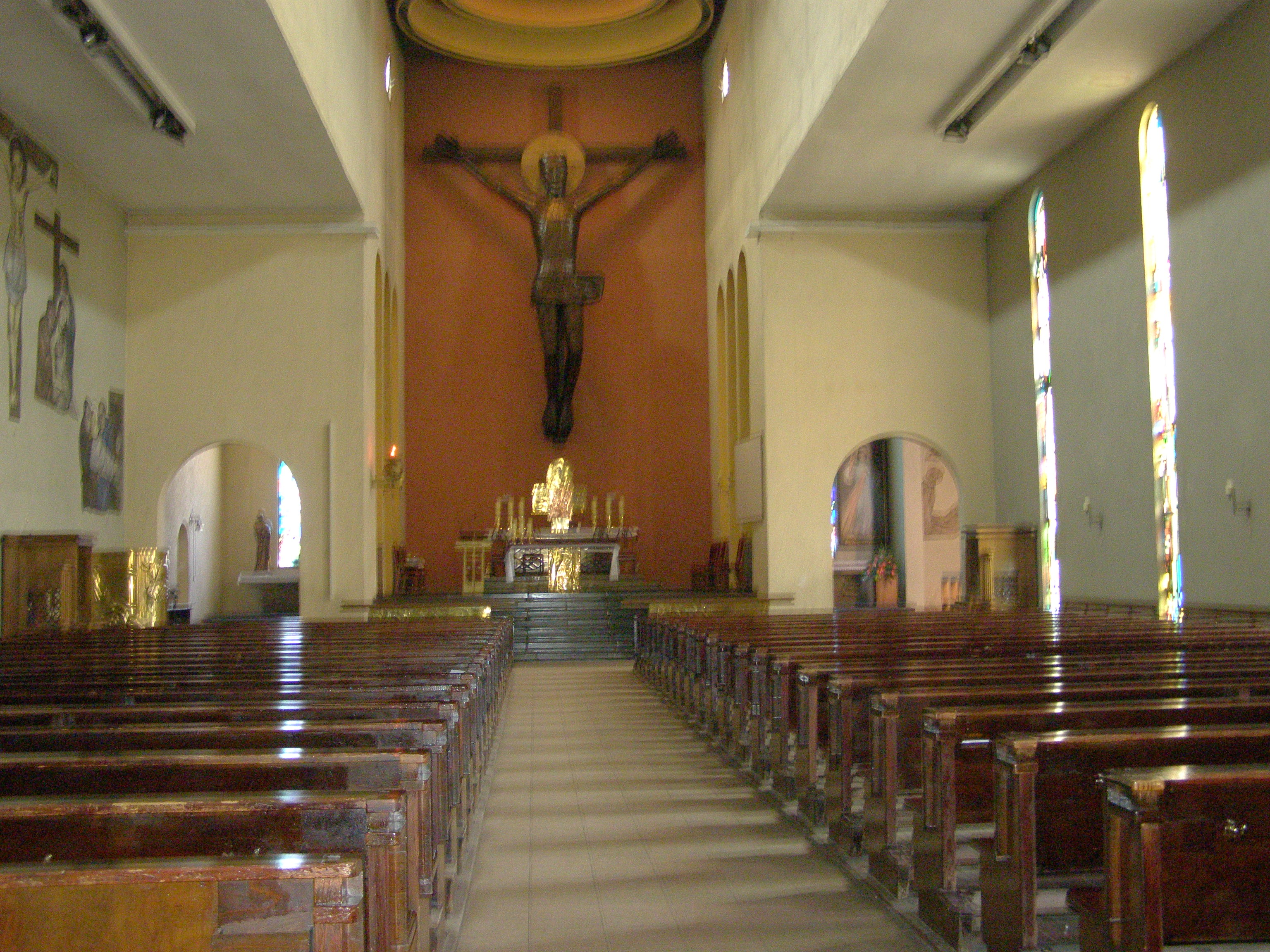
Wnętrze
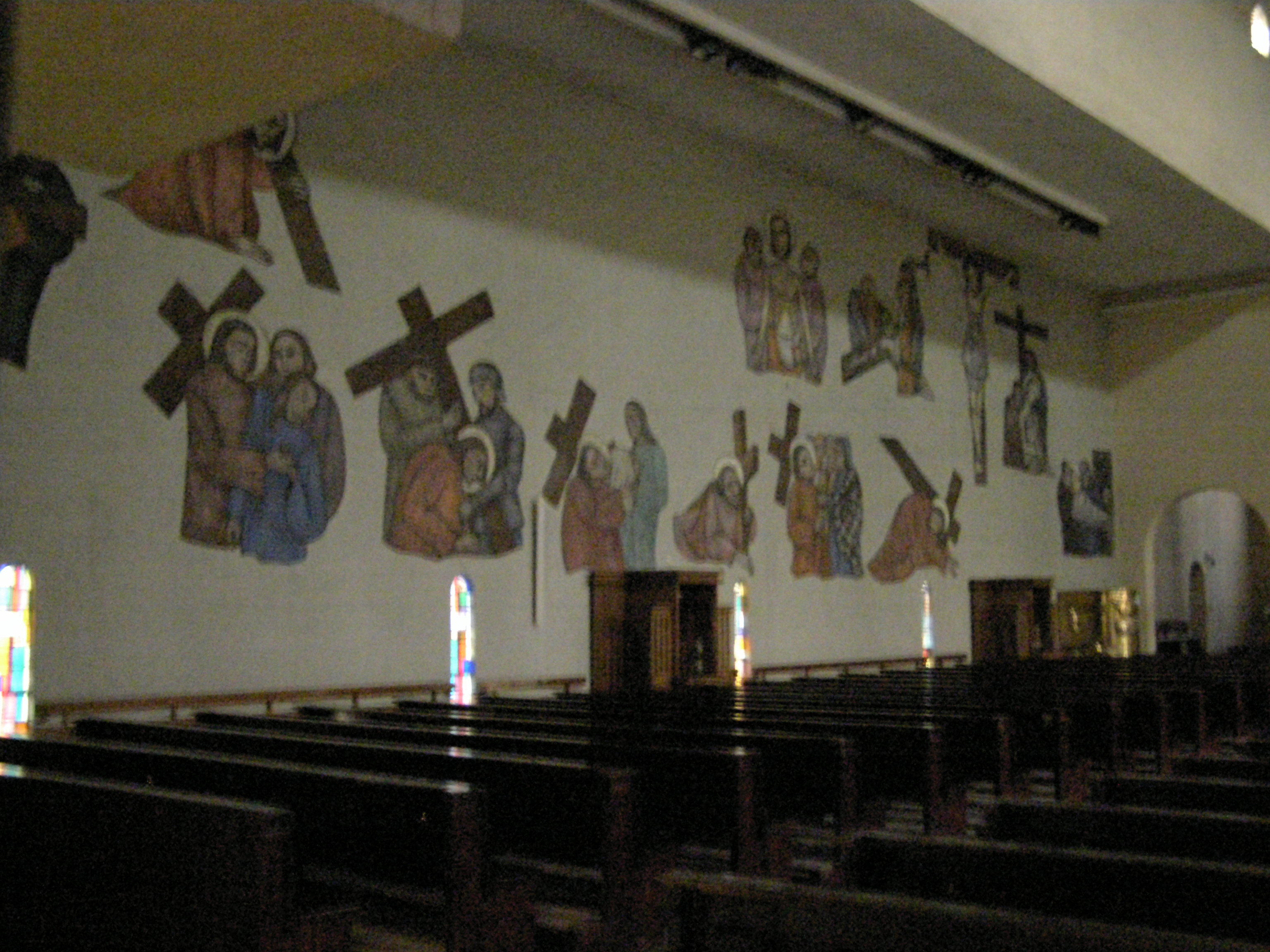
Droga Krzyżowa